# Dibrova, Kiverți
Dibrova (în ucraineană Діброва) este un sat în comuna Borohiv din raionul Kiverți, regiunea Volînia, Ucraina.

## Demografie
Componența lingvistică a localității Dibrova
     Ucraineană (98,7%)
     Rusă (1,3%)
Conform recensământului din 2001, majoritatea populației localității Dibrova era vorbitoare de ucraineană (98,7%), existând în minoritate și vorbitori de rusă (1,3%).